# Buhoci (gmina)
Buhoci – gmina w Rumunii, w okręgu Bacău. Obejmuje miejscowości Bijghir, Buhocel, Buhoci, Coteni i Dospinești. W 2011 roku liczyła 4119 mieszkańców.